# Santa Lucia di Piave Calcio
Il Santa Lucia di Piave Calcio è la principale società calcistica di Santa Lucia di Piave in Provincia di Treviso.

## Storia
Fondata nel 1961, ha al suo attivo 11 campionati di Serie D
Il club è stato presieduto da Italo De Nardi per trentacinque anni, fino al 2005, anno della scomparsa del club

## Calciatori
- Simone Motta

## Allenatori
- Gianni Bortoletto
- Angelo Trevisan

## Palmarès

### Altri piazzamenti
- Serie D:

Secondo posto: 2003-2004 (girone C)

## Statistiche e record

### Partecipazione ai campionati nazionali
| Livello | Categoria                       | Partecipazioni | Debutto   | Ultima stagione | Totale |
| ------- | ------------------------------- | -------------- | --------- | --------------- | ------ |
| 5º      | Campionato Interregionale       | 1              | 1991-1992 | 1991-1992       | 11     |
| 5º      | Campionato Nazionale Dilettanti | 4              | 1995-1996 | 1998-1999       | 11     |
| 5º      | Serie D                         | 6              | 1999-2000 | 2004-2005       | 11     |